# Borlänge (comuna)
Borlänge (em sueco: Borlänge kommun) é uma comuna da Suécia localizada no condado de Dalecárlia. Sua capital é a cidade de Borlänge. Possui 584 quilômetros quadrados e segundo censo de 2018, havia 52 224 habitantes.